# Aaron Hill (baseballista)
Aaron Walter Hill (ur. 21 marca 1982) – amerykański baseballista, który występował na pozycji drugobazowego i trzeciobazowego.

## Kariera
Hill studiował na Louisiana State University, gdzie w latach 2001–2003 grał w drużynie uniwersyteckiej LSU Tigers. W czerwcu 2003 roku został wybrany w pierwszej rundzie draftu z numerem trzynastym przez Toronto Blue Jays i początkowo występował w klubach farmerskich tego zespołu, między innymi w Syracuse SkyChiefs, reprezentującym poziom Triple-A. W Major League Baseball zadebiutował 20 maja 2005 w meczu przeciwko Washington Nationals, rozgrywanego w ramach interleague play, w którym zaliczył dwa uderzenia, dwa RBI, triple i zdobył runa. W maju 2008 w wyniku zderzenia z Davidem Ecksteinem odniósł kontuzję, która wykluczyła go z gry do końca sezonu
W Blue Jays występował jako designated hitter oraz na pozycji drugobazowego i trzeciobazowego. W 2009 po raz pierwszy w karierze wystąpił w Meczu Gwiazd. W sierpniu 2011 w ramach wymiany zawodników przeszedł do Arizona Diamondbacks.
18 czerwca 2012 w meczu przeciwko Seattle Mariners rozgrywanego w ramach interleague play, zaliczył cycle, a 11 dni później w spotkaniu z Milwaukee Brewers powtórzył to osiągnięcie i stał się pierwszym od 1931 roku i czwartym w historii Major League zawodnikiem, który zaliczył cycle dwa razy w jednym sezonie. 30 stycznia 2016 został zawodnikiem Milwaukee Brewers.
7 lipca 2016 w ramach wymiany przeszedł do Boston Red Sox. W barwach nowego zespołu zadebiutował dzień później w wygranym przez Red Sox 6–5 meczu z Tampa Bay Rays, w którym zaliczył dwa odbicia na cztery podejścia i dwa RBI.
17 lutego 2017 podpisał niegwarantowany kontrakt z San Francisco Giants.

## Nagrody i wyróżnienia
| Nagroda/wyróżnienie     | Lata       | Źródło |
| All-Star                | 2009       | [ 4 ]  |
| 2× Silver Slugger Award | 2009, 2012 | [ 4 ]  |